# Strażnica WOP Krasne Pole

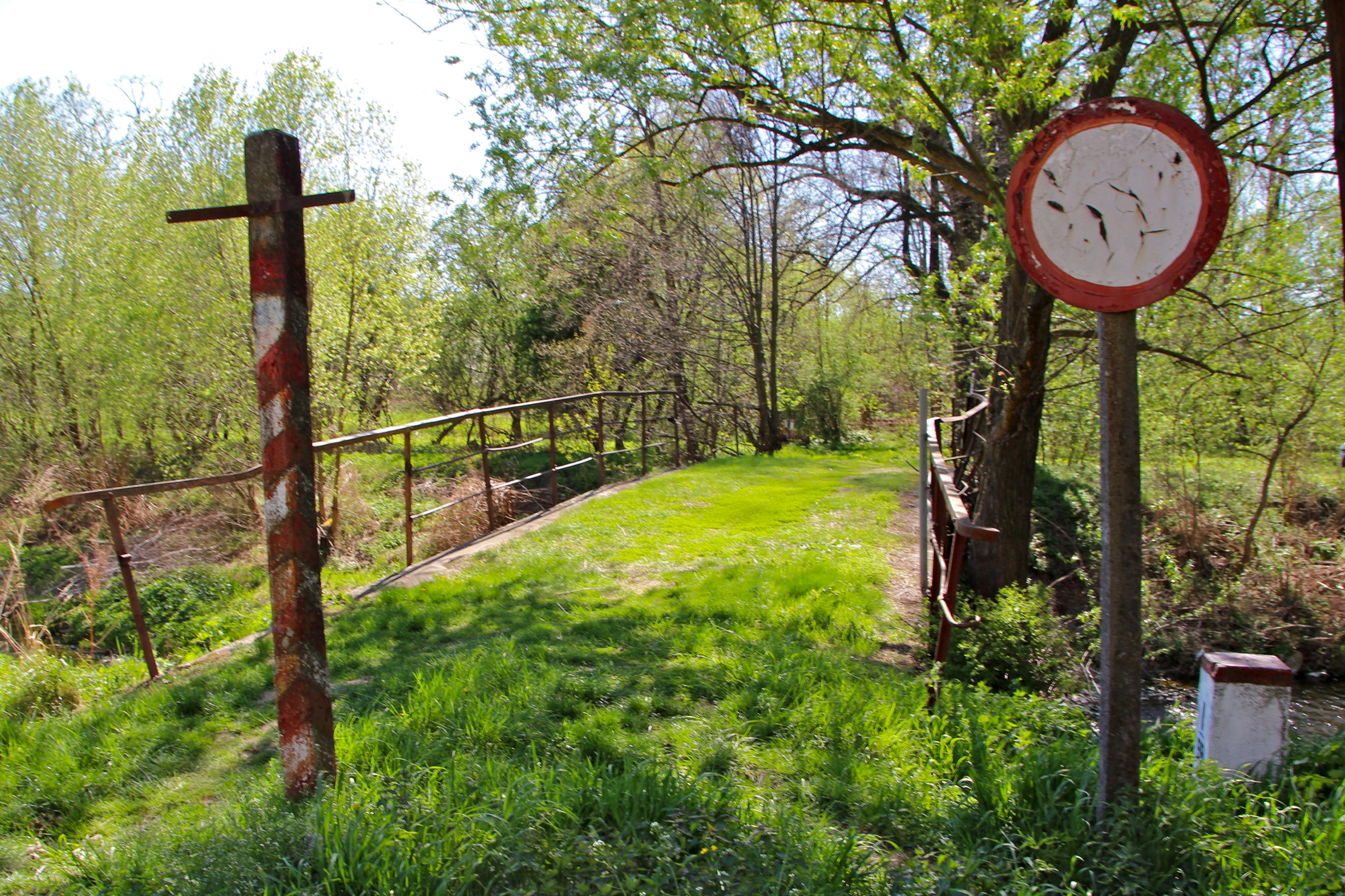
Granica polsko-czeska, Krasne Pole (kwiecień 2012)

Strażnica Wojsk Ochrony Pogranicza Chomiz/Krasne Pole – zlikwidowny podstawowy pododdział Wojsk Ochrony Pogranicza pełniący służbę graniczną na granicy polsko-czechosłowackiej.

Strażnica Straży Granicznej w Krasnym Polu – zlikwidowana graniczna jednostka organizacyjna Straży Granicznej realizująca zadania bezpośrednio w ochronie granicy państwowej z Czechosłowacją/Republiką Czeską.

## Formowanie i zmiany organizacyjne
Strażnica została sformowana w 1945 w strukturze 47 komendy odcinka Głubczyce jako 218 strażnica WOP (Chomiz) o stanie 56 żołnierzy. Kierownictwo strażnicy stanowili: komendant strażnicy, zastępca komendanta do spraw polityczno-wychowawczych i zastępca do spraw zwiadu. Strażnica składała się z dwóch drużyn strzeleckich, drużyny fizylierów, drużyny łączności i gospodarczej. Etat przewidywał także instruktora do tresury psów służbowych oraz instruktora sanitarnego.
W związku z reorganizacją oddziałów WOP 24 kwietnia 1948, strażnica została włączona w struktury 69 batalionu Ochrony Pogranicza, a 1 stycznia 1951 44 batalionu WOP w Głubczycach.
Od 15 marca 1954 wprowadzono nową numerację strażnic, a strażnica WOP Krasne Pole otrzymała nr 226 w skali kraju.
W 1956 rozpoczęto numerowanie strażnic na poziomie brygady. Strażnica II kategorii Krasne Pole była 16 w 4 Brygadzie Wojsk Ochrony Pogranicza.
1 stycznia 1960 była jako 10 strażnica WOP IV kategorii Krasne Pole.
4 lipca 1961 rozformowano 44 batalion WOP w Głubczycach, strażnica została włączona w struktury 43 batalionu WOP w Raciborzu.
1 stycznia 1964 była jako 11 strażnica WOP lądowa IV kategorii Krasne Pole.
W 1976 w związku z przejściem na dwuszczeblowy system dowodzenia, strażnicę podporządkowano bezpośrednio pod sztab Górnośląskiej Brygady WOP w Gliwicach.

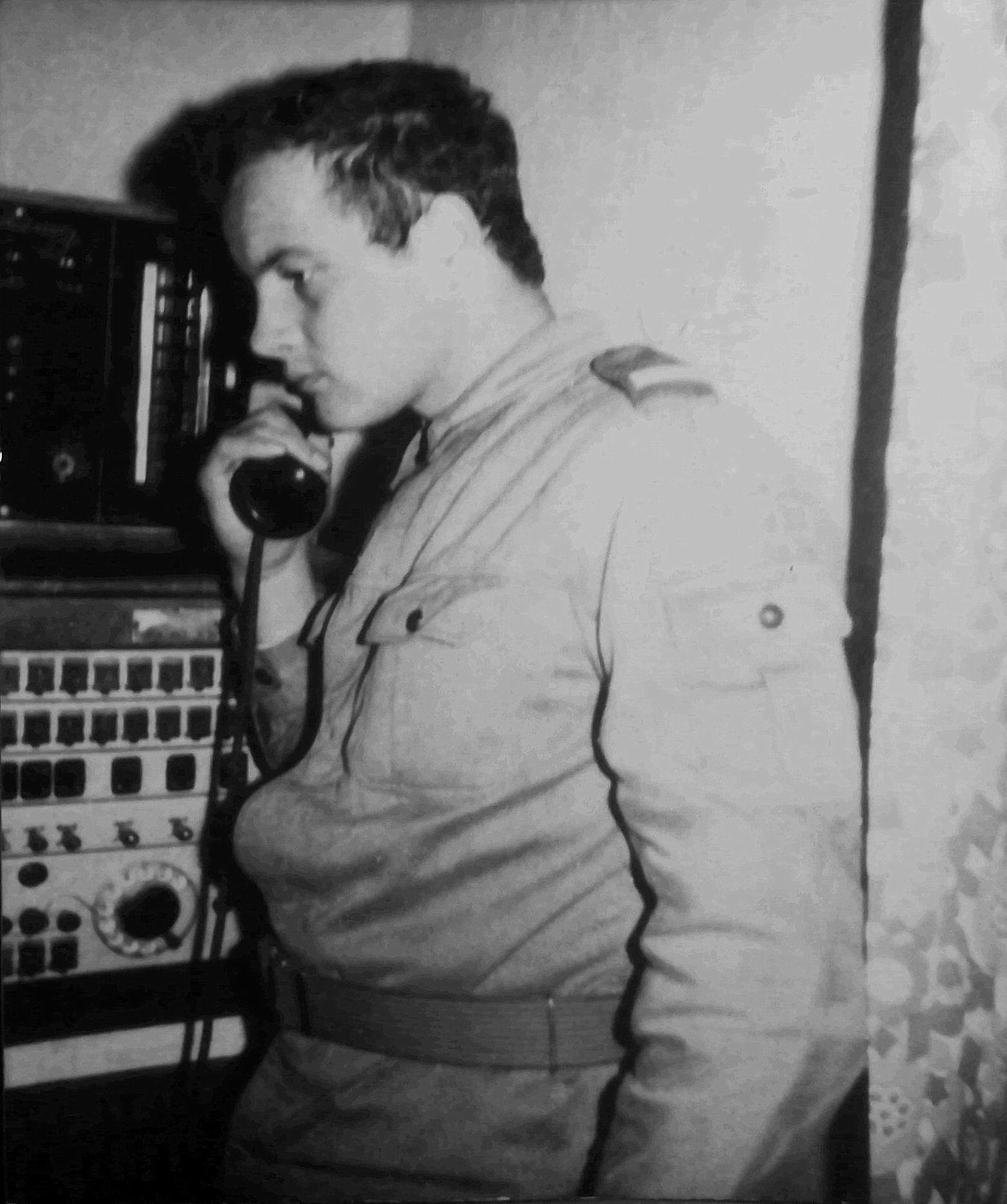
Żołnierz WOP przy łącznicy telefonicznej CB-20 (1976)

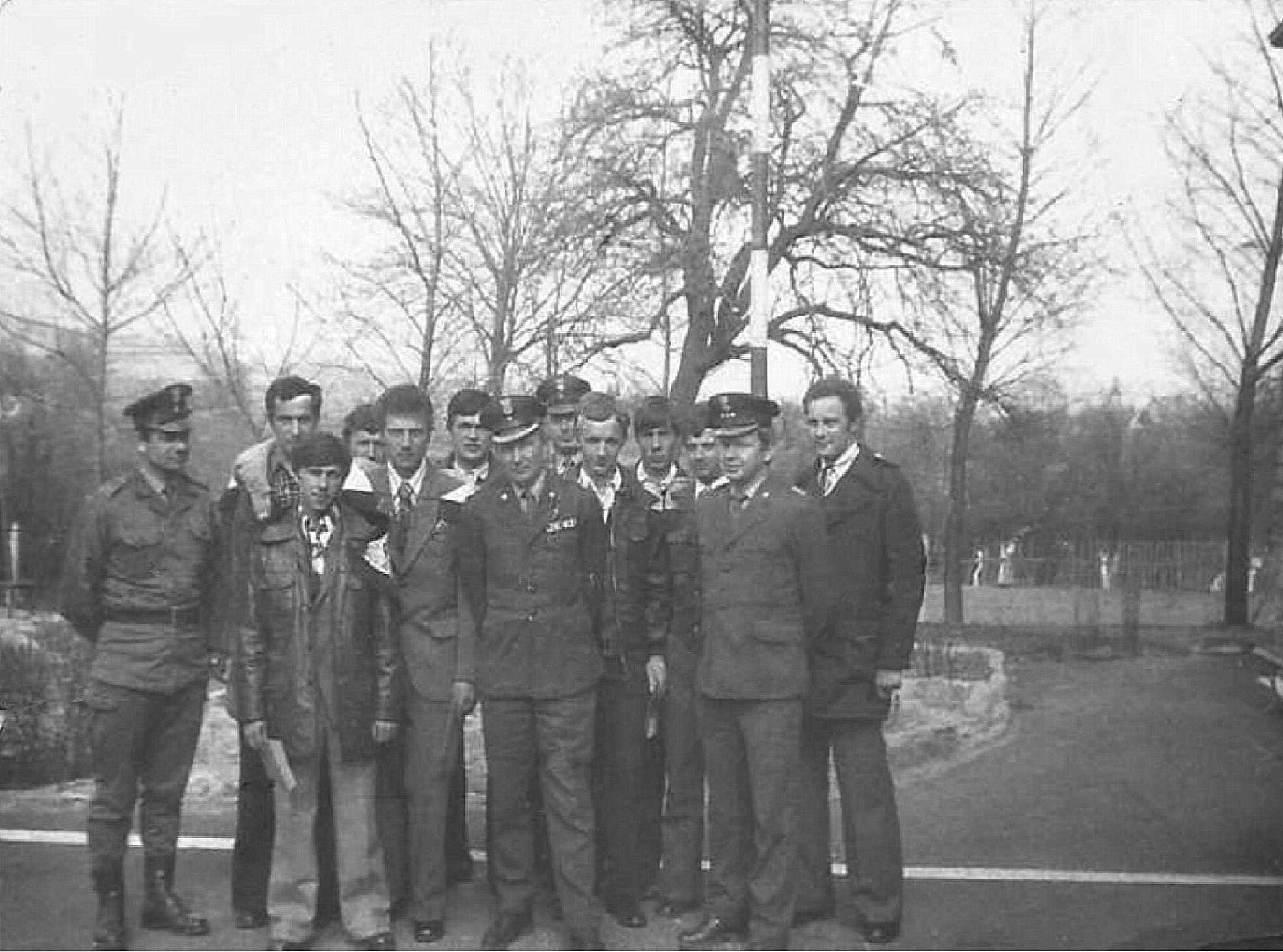
Żołnierze przed odejściem do cywila z: chor. Jan Latała (szef strażnicy), mjr Marian Wilanowski (oficer batalionu WOP w Raciborzu), por. Stanisław Mroszczak (d-ca strażnicy) i chor. Franciszek Pokorczak (wiosna 1976)

13 grudnia 1981 po wprowadzeniu stanu wojennego na terytorium kraju, dowódca GB WOP wewnętrznym rozkazem w miejscu stacjonowania poszczególnych batalionów, utworzył tzw. „wysunięte stanowiska dowodzenia” (zalążek przyszłych batalionów granicznych), którym podporządkował strażnice znajdujące się na odcinkach dawnych batalionów granicznych. Brygada wykonywała zadania ochrony granicy i bezpieczeństwa państwa wynikające z dekretu o wprowadzeniu stanu wojennego.
W drugiej połowie 1984 Strażnica WOP Krasne Pole została włączona w struktury utworzonego batalionu granicznego WOP im. Bohaterów Powstań Śląskich w Raciborzu, jako Strażnica WOP Lądowa rozwinięta kat. I w Krasnym Polu.
16 kwietnia 1990 rozformowano 43 batalion WOP w Raciborzu i strażnicę podporządkowano bezpośrednio pod sztab Górnośląskiej Brygady WOP w Gliwicach już jako Strażnica WOP Lądowa kadrowa kat. I w Krasnym Polu (na czas „P” kadrowa). Żołnierze służby zasadniczej WOP z ostatnich poborów nadal pełnili służbę w strażnicy. Tak funkcjonowała do 15 maja 1991.
Straż Graniczna:
15 maja 1991 po rozwiązaniu Wojsk Ochrony Pogranicza, 16 maja 1991 strażnica w Krasnym Polu została przejęta przez Śląski Oddział Straży Granicznej w Raciborzu (ŚlOSG) i przyjęła nazwę Strażnica Straży Granicznej w Krasnym Polu (strażnica SG w Krasnym Polu).
W 2000 rozpoczęła się reorganizacja struktur Straży Granicznej związana z przygotowaniem Polski do wstąpienia, do Unii Europejskiej i przystąpieniem do Traktatu z Schengen. Podczas restrukturyzacji wprowadzono kompleksową ochronę granicy już na najniższym szczeblu organizacyjnym tj. strażnica i graniczna placówka kontrolna. Wprowadzona całościowa ochrona granicy zniosła podział na graniczne jednostki organizacyjne ochraniające tylko tzw. „zieloną granicę” i prowadzące tylko kontrole ruchu granicznego. W wyniku tego, 2 stycznia 2003 nastąpiło zniesie Strażnicy SG w Krasnym Polu. Ochraniany przez strażnicę odcinek granicy, przejęła Graniczna Placówka Kontrolna Straży Granicznej w Pietrowicach wraz z obiektem, który wykorzystywany był jako siedziba GPK SG w Pietrowicach (Od 24 sierpnia 2005 Placówka SG w Pietrowicach). Od 15 stycznia 2008, obiekt wykorzystywany był jako tymczasowa siedziba nowo utworzonej Placówki SG w Opolu do czasu przejęcia obiektów w Opolu. Następnie budynki zostały przekazane gminie i sprzedane osobie prywatnej.

## Ochrona granicy
W październiku 1945 w ramach tworzących się Wojsk Ochrony Pogranicza na odcinku strażnicy został utworzony Przejściowy Punkt Kontrolny Głubczyce – kolejowy III kategorii (został zlikwidowany jesienią 1946), którego załoga wykonywała kontrolę graniczną osób, towarów oraz środków transportu w przejściu granicznym:
- Pietrowice Głubczyckie-Krnov.

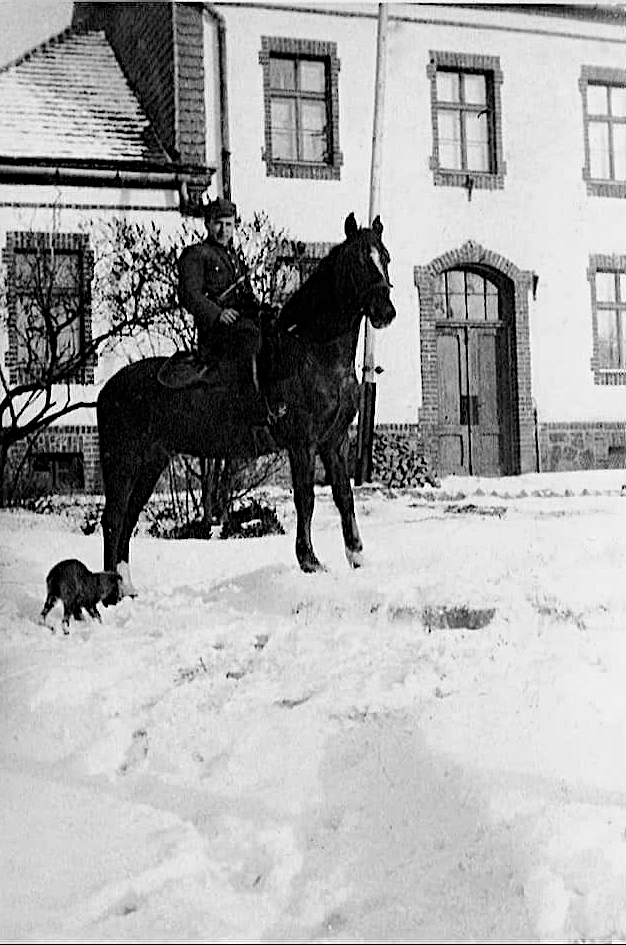
Żołnierz WOP na koniu (1954)

W 1950 Graniczna Placówka Kontrolna Pietrowice Ochrony Pogranicza (GPK OP Pietrowice) przeformowana została na etat nr 096/27 i przeniesiona do Głuchołaz. Na jej bazie sformowano Punkt Kontrolny Małego Ruchu Granicznego (PK MRG) w Pietrowicach podległy pod strażnicę WOP Krasne Pole. Ponownie włączona w etat nr 352/2 4 Brygady WOP, którego załoga wykonywała kontrolę graniczną osób, towarów oraz środków transportu w przejściu granicznym.
- Pietrowice-Krnov.

W 1960 10 strażnica WOP Krasne Pole IV kategorii ochraniała odcinek granicy państwowej o długości 14044 m:
- Włącznie znak graniczny nr 93/11, wyłącznie znak gran. nr IV/103.

Na dzień 1 stycznia 1964 na ochranianym przez strażnicę odcinku funkcjonowało przejście graniczne małego ruchu granicznego (mrg) gdzie odprawę graniczną i celną osób, towarów i środków transportu wykonywała załoga strażnicy:
- Chomiąża-Krnov.

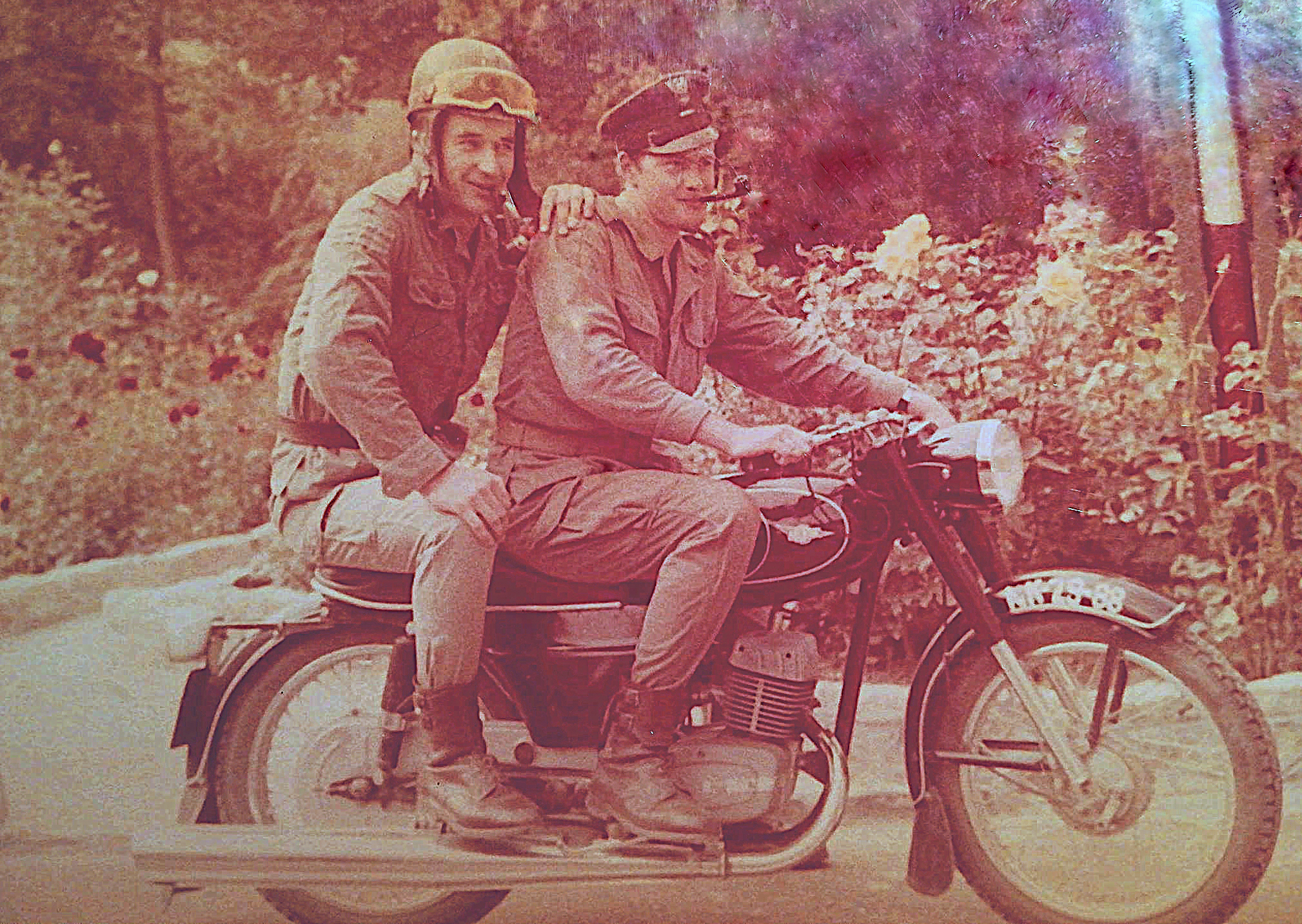
Żołnierze na motocyklu WSK-175 (1975)

Do maja 1989, Strażnica WOP Lądowa rozwinięta kat. I w Krasnym Polu ochraniała odcinek granicy państwowej:
- Włącznie znak gran. nr IV/93, wyłącznie znak gran. nr IV/108.

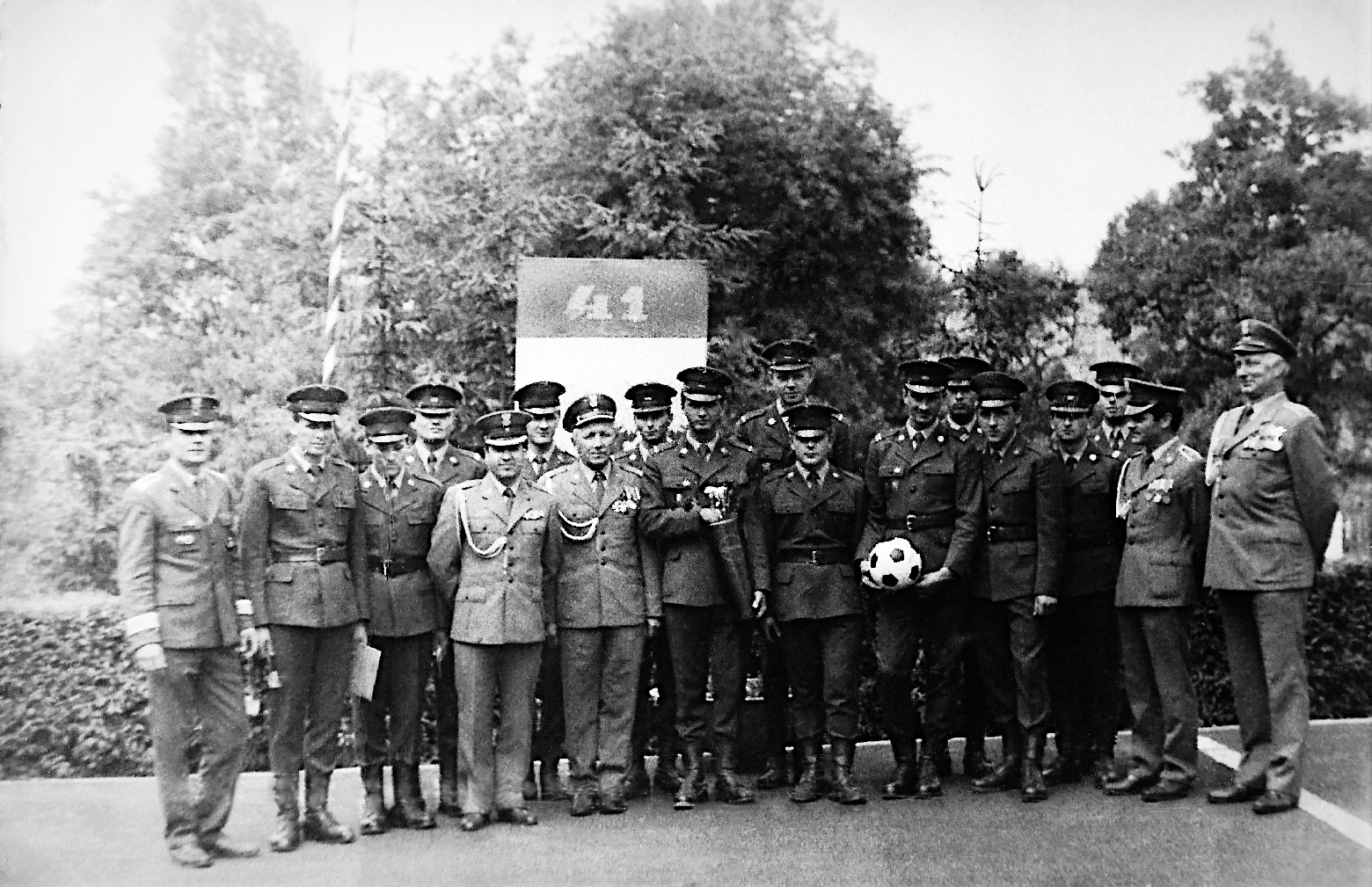
mjr Mirosław Szypowski (szef sztabu batalionu) wręczył puchar przechodni przodującej strażnicy batalionu granicznego WOP Racibórz. Na zdjęciu: mjr Jan Muryjas (d-ca strażnicy), sierż. pchor. Jan Doroszkiewicz (p.o. z-ca d-cy strażnicy), chor. Jan Latała, chor. Wdowiak (wiosna 1986)

W maju 1989, odcinek strażnicy został wydłużony po przejęciu części odcinka po rozformowanej Strażnicy WOP Bliszczyce, tj. od znaku gran. nr IV/93 włącznie do znaku gran. nr IV/87 i Strażnicy WOP Równe, tj. od znaku granicznego nr IV/116, wyłącznie do znaku granicznego nr IV/109.
Od maja 1989 do 15 maja 1991 Strażnica WOP Lądowa rozwinięta kat. I w Krasnym Polu, potem Strażnica WOP Lądowa kadrowa kat. I w Krasnym Polu, ochraniała odcinek granicy państwowej:
- Włącznie znak gran. nr IV/87, wyłącznie znak gran. nr IV/109.
- W okresie zimowym pas śnieżny sprawdzany był minimum: na głównym kierunku dwukrotnie, na pozostałym raz w ciągu doby.
- Współdziałała w zabezpieczeniu granicy państwowej z:
  - Strażnice WOP w: Pilszczu i Pomorzowicach
  - Graniczna Placówka Kontrolna Pietrowice
  - Grupa Operacyjno-Rozpoznawcza Zwiadu w Głubczycach
- W ochronie granicy dowódca strażnicy ściśle współpracował ze swoimi odpowiednikami tj. naczelnikami placówek OSH (Ochrana Statnich Hranic) CSRS:
  - Slezské Rudoltice
  - Albrechtice
  - Krnov.

Straż Graniczna:
W okresie 16 maja 1991–1992 rok Strażnica SG w Krasnym Polu ochraniała odcinek granicy państwowej:
- Włącznie znak gran. nr II/87, wyłącznie znak gran. nr II/109.

W 1998, odcinek strażnicy został wydłużony po przejęciu części odcinka granicy po rozformowanej Strażnicy SG w Pomorzowicach, tj. od znaku gran. nr II/109, włącznie do znaku gran. nr 120/22.
1 lutego 2001 odcinek strażnicy został skrócony po przekazaniu części odcinka granicy po ponownie odtworzonej Strażnicy SG w Pomorzowicach, tj. od znaku gran. nr 120/22, wyłącznie do znaku granicznego nr II/109.
9 lutego 2001 na odcinku strażnicy zostało uruchomione przejście graniczne mrg, w którym odprawę graniczną i celną osób towarów i środków transportu wykonywała załoga strażnicy:
- Lenarcice-Linhartovy.

7 listopada 2002 na odcinku strażnicy zostało uruchomione przejście graniczne mrg, w którym odprawę graniczną i celną osób towarów i środków transportu wykonywała załoga strażnicy:
- Chomiąża-Chomýž.

## Wydarzenia
- 1956 koniec czerwca, początek lipca 1956 w okresie tzw. „Wypadków poznańskich”, przy linii granicznej i w strefie działania, odnajdywano pakunki zawierające ulotki z tzw. „bibułą”, przytwierdzone do balonów leżących na ziemi[16]. W związku z masowością zjawiska, żołnierze otrzymali zezwolenie na użycie broni, celem zestrzelenia nisko przelatujących balonów (nawet jeśli znajdowały się na terytorium czechosłowackim, ale w zasięgu ognia – to samo czynili pogranicznicy czechosłowaccy)[17].
- 13 grudnia 1981–22 lipca 1983 – (stan wojenny w Polsce), normę służby granicznej dla żołnierzy podwyższono z 8 do 12 godzin na dobę. Ścisłą kontrolą objęto całą strefę nadgraniczną. W stan gotowości były postawione pododdziały odwodowe[18].
- 1986 – strażnica zdobyła puchar przechodni przodującej strażnicy batalionu granicznego WOP Racibórz.

Straż Graniczna:
- 1993 – strażnica otrzymała na wyposażenie samochód osobowo-terenowy Land Rover Defender I 110 w zamian za UAZ 469 i motocykle Honda xl 125s w zamian za WSK 125.

## Strażnice sąsiednie
- 217 strażnica WOP Bliszczyce ⇔ 219 strażnica WOP Dobieszów – 1946
- 217 strażnica OP Bliszczyce ⇔ 219 strażnica OP Równe – 1949
- 225 strażnica WOP Bliszczyce ⇔ 227 strażnica WOP Równe – 1954
- 15 strażnica WOP Bliszczyce II kat. ⇔ 17 strażnica WOP Równe II kat. – 1956
- 11 strażnica WOP Bliszczyce IV kat. ⇔ 9 strażnica WOP Równe IV kat. – 01.01.1960
- 12 strażnica WOP Bliszczyce lądowa IV kat. ⇔ 10 strażnica WOP Równe lądowa IV kat. – 01.01.1964
- Strażnica WOP Lądowa rozwinięta kat. ? w Bliszczycach ⇔ Strażnica WOP Lądowa rozwinięta w Równym – do 05.1989
- Strażnica WOP Lądowa rozwinięta kat. I w Pilszczu ⇔ Strażnica WOP Lądowa rozwinięta kat. II w Pomorzowicach – 05.1989–31.10.1989
- Strażnica WOP Lądowa rozwinięta kat. I w Pilszczu ⇔ Strażnica WOP Lądowa kadrowa kat. II w Pomorzowicach – 01.11.1989–16.04.1990
- Strażnica WOP Lądowa kadrowa kat. I w Pilszczu ⇔ Strażnica WOP Lądowa kadrowa kat. II w Pomorzowicach – 17.04.1990–15.05.1991

Straż Graniczna:
- Strażnica SG w Pilszczu ⇔ Strażnica SG w Pomorzowicach – 16.05.1991–1992
- Strażnica SG w Bliszczycach ⇔ Strażnica SG w Pomorzowicach – 1992–1998
- Strażnica SG w Pilszczu ⇔ Strażnica SG w Trzebinie – 1998–31.01.2001
- Strażnica SG w Pilszczu ⇔ Strażnica SG w Pomorzowicach – 01.02.2001–01.01.2003.

## Dowódcy/komendanci strażnicy

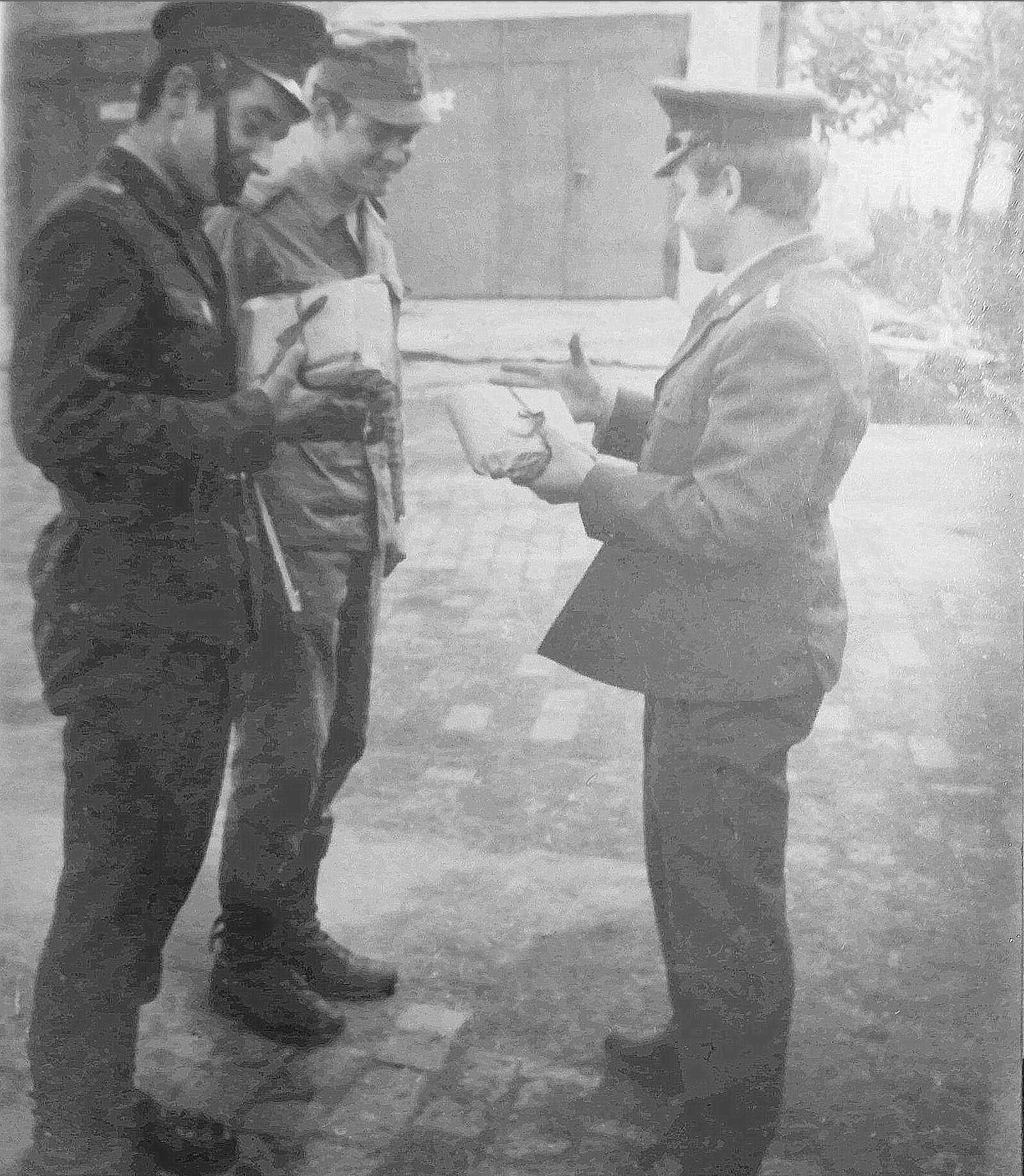
D-ca strażnicy por. Stanisław Mroszczak wręcza nagrody rzeczowe dla kpr. Andrzej Niziński i kpr. Bogdan Kowalik (1975)

- Henryk Nawrocki p.o. (06.01.1952–28.01.1952)[19]
- sierż. Kazimierz Kniaź (do 1953)
- kpt./mjr Kazimierz Górecki[20] (1953[21]–1972)
- por./kpt. Stanisław Mroszczak (był w 1974–był w 1976[22])
- mjr Jan Muryjas[23] (do 31.03.1987)[j]
- ppor. Jan Doroszkiewicz (01.04.1987–02.07.1989)[k]
- por. Henryk Michulec (03.07.1989–01.1990)[l]
- ppor./por. Jacek Murdzek[24] (01.1990–01.04.1991[25])[m]

Komendanci strażnicy SG:
- kpt. SG Czesław Korczowski (był 02.04.1991)[n]
- por. SG/mjr SG Sławomir Stachura (do 01.01.2003) – do rozformowania.